# Iafeta Peni Vou
Iafeta Peni Vou (ur. 25 października 1997) – zapaśnik z Samoa Amerykańskiego walczący w obu stylach. Zdobył cztery medale mistrzostw Oceanii w latach 2017 – 2018 roku.